# Graptoleberis testudinaria
Graptoleberis testudinaria is een watervlooiensoort uit de familie van de Chydoridae. De wetenschappelijke naam van de soort is voor het eerst geldig gepubliceerd in 1848 door Fischer.